# Футбол у Єгипті
Футбол є найпопулярнішим видом спорту в Єгипті.

## Історія єгипетського футболу
Єгипет має багату футбольну історію - вже понад 100 років (відколи англійські колоністи культивували футбол на їх території).

## Федерація футболу Єгипту
Футбольна асоціація Єгипту (араб. الاتحاد المصري لكرة القدم‎‎, англ. Egyptian Football Association) — організація, що здійснює контроль та управління футболом в Єгипті. Розташовується в столиці держави — Каїрі. ФАЄ заснована 1921 року, вступила до ФІФА 1923 року, а у КАФ — 1957 року, відразу після створення організації. У 1974 році також стала одним із членів-засновників УАФА. У 2005—2009 член УНАФ. Асоціація організує діяльність та управляє національними збірними з футболу (чоловічою, жіночою, молодіжними). Під егідою асоціації проводиться чемпіонат країни, кубок країни та багато інших змагань.

## Національна збірна команда Єгипту
Національна збірна Єгипту з футболу (араб. منتخب مصر لكرة القدم), на прізвисько «фараони», є національною командою Єгипту і знаходиться у веденні єгипетської футбольної асоціації. Вони стали першою з африканських країн, що взяли участь в Чемпіонаті світу з футболу, це сталося в 1934 році, коли вони в своєму першому матчі програли збірній Угорщини із рахунком 4-2. Згодом ця команда ще один раз виходила в фінальну частину Кубка світу, граючи в груповому турнірі 1990 року.
Натомість на африканській футбольній арені єгиптяни добивалися значних успіхів, вигравши перший Кубок африканських націй в 1957 році, команда в подальшому виграла цей турнір ще в 1959, 1986, 1998, 2006, 2008 та 2010 роках.

## Відомі команди Єгипту
Єгипетські футбольні клуби «Аль-Ахлі», «Замалек», «Ісмайлі» (Ismaily), «Аль-Іттіхад» (El-Ittihad), «Ель-Іскандер» (El-Iskandary) і «Ель-Масрі» (El Masry), є найпопулярнішими командами в країні та регіоні і мають високу репутацією в своєму чемпіонаті. Їх суперництво тримає в напрузі вболівальників, а згодом вони всі виплескуються на вулиці своїх міст святкуючи (а по-де-коли й вчиняючи вуличні маніфестації), коли їхня улюблена команда перемагає (або ж програє). Каїрське дербі є одним з найжорстокіших дербі в Африці й світі, агентство «BBC» навіть вибрало його, як одного з найжорсткіших дербі у світі.
| Назва                                 | Дивізіон     | Місто                 | Мухафаз        | Єгипетська Прем'єр Ліга (чемпіонство) | Кубок Єгипту | Міжнародні трофеї |
| ------------------------------------- | ------------ | --------------------- | -------------- | ------------------------------------- | ------------ | ----------------- |
| Аль-Ахлі (Al-Ahly)                    | Прем'єр Ліга | Каїр                  | Cairo          | 34                                    | 35           | 9                 |
| Замалек (El Zamalek)                  | Прем'єр Ліга | Каїр                  | Cairo          | 11                                    | 21           | 6                 |
| Ісмайлі (Ismaily)                     | Прем'єр Ліга | Ісмайлія              | Ismailia       | 3                                     | 2            | 1                 |
| Газль Аль-Мегалла (Ghazl Al-Mehalla)  | Прем'єр Ліга | Ель-Магалла Ель-Кубра | Gharbia        | 1                                     | 0            | 0                 |
| Ель Мокаволун                         | Прем'єр Ліга | Каїр                  | Cairo          | 1                                     | 3            | 3                 |
| Ель-Ентаґ Ель-Гарбі                   | Прем'єр Ліга | Каїр                  | Cairo          | 0                                     | 0            | 0                 |
| Ель-Іттіхад                           | Прем'єр Ліга | Александрія           | Alexandria     | 0                                     | 6            | 0                 |
| ЕНППІ Клуб (ENPPI Club)               | Прем'єр Ліга | Каїр                  | cairo          | 0                                     | 1            | 0                 |
| Ель-Масрі (El-Masry)                  | Прем'єр Ліга | Порт Саїд             | Port Said      | 0                                     | 1            | 0                 |
| Ель-Ґеіш (El-Geish)                   | Прем'єр Ліга | Каїр                  | Cairo          | 0                                     | 0            | 0                 |
| Харас Ель Годуд (Haras El Hodood)     | Прем'єр Ліга | Александрія           | Alexandria     | 0                                     | 1            | 0                 |
| Петроджет (Petrojet)                  | Прем'єр Ліга | Каїр                  | Cairo          | 0                                     | 0            | 0                 |
| Ель Ґуна ФК (El Gouna)                | Прем'єр Ліга | Ель Ґуна              | Red Sea        | 0                                     | 0            | 0                 |
| Асьют Петролеум (Petrol Asyut)        | Прем'єр Ліга | Асьют                 | Asyut          | 0                                     | 0            | 0                 |
| Іттіхад Ель-Шорта (Ittihad El-Shorta) | Прем'єр Ліга | Каїр                  | Cairo          | 0                                     | 0            | 0                 |
| Асвант Суец                           | 2-й Дивізіон | Суец                  | Suez           | 0                                     | 0            | 0                 |
| Shabab El Waladeya                    | 2-й Дивізіон | Sohag                 | Sohag          | 0                                     | 0            | 0                 |
| Al-Aluminium                          | 2-й Дивізіон | Nag Hammâdi           | Qena           | 0                                     | 0            | 0                 |
| Al-Qanah                              | 2-й Дивізіон | Suez                  | Suez           | 0                                     | 1            | 0                 |
| Терсана                               | 2-й Дивізіон | Гіза                  | Giza           | 1                                     | 6            | 0                 |
| El-Koroum                             | 2-й Дивізіон | Alexandria            | Alexandria     | 0                                     | 0            | 0                 |
| Telephonat Beni Suweif                | 2-й Дивізіон | Beni Suef             | Beni Suef      | 0                                     | 0            | 0                 |
| Nile Sohag                            | 2-й Дивізіон | Sohag                 | Sohag          | 0                                     | 0            | 0                 |
| Grand Hotel                           | 2-й Дивізіон | Гіза                  | Giza           | 0                                     | 0            | 0                 |
| Kafr El-Zayat Club                    | 3rd Division | Kafr El-Zayat         | Gharbia        | 0                                     | 0            | 0                 |
| Baladeyet El-Mahalla                  | 2-й Дивізіон | El-Mahalla El-Kubra   | Gharbia        | 0                                     | 0            | 0                 |
| El-Olympi                             | 2-й Дивізіон | Alexandria            | Alexandria     | 1                                     | 2            | 0                 |
| Al-Shams Club                         | 2-й Дивізіон | Каїр                  | Cairo          | 0                                     | 0            | 0                 |
| Al-Sekka Al-Hadid                     | 2-й Дивізіон | Каїр                  | Cairo          | 0                                     | 0            | 0                 |
| El Mansoura SC                        | 2-й Дивізіон | Al Mansurah           | Dakahlia       | 0                                     | 0            | 0                 |
| Aswan club                            | 2-й Дивізіон | Aswan                 | Aswan          | 0                                     | 0            | 0                 |
| Ala'ab Damanhour                      | 2-й Дивізіон | Damanhur              | Beheira        | 0                                     | 0            | 0                 |
| Bani Ebeid Club                       | 2-й Дивізіон | Bani Ebeid            | Dakahlia       | 0                                     | 0            | 0                 |
| Itesalat                              | 2-й Дивізіон | Каїр                  | Cairo          | 0                                     | 0            | 0                 |
| Domiat club                           | 2-й Дивізіон | Damietta              | Damietta       | 0                                     | 0            | 0                 |
| Bahariya club                         | 3rd Division | Alexandria            | Alexandria     | 0                                     | 0            | 0                 |
| El-Mareekh club                       | 3rd Division | Port Said             | Port Said      | 0                                     | 0            | 0                 |
| El-Sharqeya lel-Dokhan                | 3rd Division | Каїр                  | Cairo          | 0                                     | 0            | 0                 |
| Al-Gomhoreya Shebin                   | 2-й Дивізіон | Shibin El Kom         | Monufia        | 0                                     | 0            | 0                 |
| Montakhab El-Suez                     | 2-й Дивізіон | Suez                  | Suez           | 0                                     | 0            | 0                 |
| Gasco                                 | 2-й Дивізіон | Каїр                  | Cairo          | 0                                     | 0            | 0                 |
| Tanta FC                              | 2-й Дивізіон | Tanta                 | Tanta          | 0                                     | 0            | 0                 |
| Ghazl El Suez                         | 2-й Дивізіон | Suez                  | Suez           | 0                                     | 0            | 0                 |
| El Minya FC                           | 2-й Дивізіон | El Minya              | El Minya       | 0                                     | 0            | 0                 |
| El Fayoum FC                          | 2-й Дивізіон | Faiyum                | Faiyum         | 0                                     | 0            | 0                 |
| Semouha Club                          | 2-й Дивізіон | Alexandria            | Alexandria     | 0                                     | 0            | 0                 |
| Kafr El Sheikh FC                     | 2-й Дивізіон | Kafr El Sheikh        | Kafr El Sheikh | 0                                     | 0            | 0                 |
| El-Plastic                            | 3rd Division | Каїр                  | Cairo          | 0                                     | 0            | 0                 |
| Goldi Maaden                          | 3rd Division | Madinat al Sadat      | Faiyum         | 0                                     | 0            | 0                 |
| El-Seid FC                            | 4th Division | Dokki                 | Giza           | 0                                     | 0            | 0                 |
| Beni Suef Club                        | 2-й Дивізіон | Beni Suef             | Beni Suef      | 0                                     | 0            | 0                 |
| El-Sharqeya                           | 3rd Division | Zagazig               | El-Sharqia     | 0                                     | 0            | 0                 |
| Aswan FC                              | 2-й Дивізіон | Aswan                 | Aswan          | 0                                     | 0            | 0                 |
| Al Madinah                            | 3rd Division | ?                     | ?              | 0                                     | 0            | 0                 |
| El-Teram                              | 3rd Division | Alexandria            | Alexandria     | 0                                     | 1            | 0                 |
| Port Said FC                          | 3rd Division | Port Said             | Port Said      | 0                                     | 0            | 0                 |

## Відомі єгипетські футболісти
(Moustafa Kamel Mansour Мустафа Камель Мансур, Селім Салех, Hassan Hamdy Хамді Хасан, Thabet El-Batal Табет Ель-Бата,  	 Ibrahim Youssef Юсеф Ібрагім,  	 Mahmoud Al-Khatib Махмуд аль-Хатиб,  	 Hassan Shehata Хасан Шехата, Taher Abouzaid Тахер Abouzaid, Osama Orabi Усама Orabi, Ibrahim Hassan Ібрагім Хасан, Hossam Hassan Хоссам Хассан, Hady Khashaba Хаді Хашаба, Єгипет Essam El-Hadary Ессам Ель-Гадарі, Mahmoud Mokhtar El-Tetch Махмуд Мохтар Ель-Tetch, Hussein Hegazi Хусейн Хегазі всі з «Аль-Ахлі»)